# Xã Driscoll, Quận Burleigh, Bắc Dakota
Xã Driscoll (tiếng Anh: Driscoll Township) là một xã thuộc quận Burleigh, tiểu bang Bắc Dakota, Hoa Kỳ. Năm 2010, dân số của xã này là 166 người.